# Прапор Південної Австралії

Прапор губернатора штату

Прапор Південної Австралії в нинішньому вигляді офіційно затверджений урядом Південної Австралії в 1904.
Основою прапора став змінений Синій (англійський) кормовий прапор, на полотнище якого розташована емблема штату. Емблема являє собою зображення птаха Piping Shrike з піднятими крилами. Вважається, що емблема розроблена Робертом Крегом.

## Попередні прапори
Перший прапор Південної Австралії затверджений в 1870. Його основою також був змінений англійський кормової прапор, на якому на тлі чорного диску було зображено сузір'я Південного хреста і дві дороговказні зірки — Альфа і Бета Центавра.
Південна Австралія прийняла другий варіант прапора в 1876: основа залишилася колишньою, але емблема змінилася. Цього разу вона зображала богиню Британію (жінка в одязі, що розвивається зі щитом в руці), що символізувала перших переселенців, яку зустрічав абориген, що сидить на скелястому березі зі списом у руці. На скелі за спиною аборигена можна було розрізнити силует кенгуру. Цей прапор прийнятий на прохання Британського управління з питань колоній, яке вважало, що стара версія занадто нагадувала Прапор Нової Зеландії та Прапор Вікторії.